# Fabio Sartor
Fabio Sartor (Castelfranco Veneto, 12 ottobre 1954 – Castelfranco Veneto, 6 novembre 2024) è stato un attore italiano.

## Biografia
Studiò alla facoltà di architettura dell'Università di Venezia (IUAV) con Vittorio Gregotti, Aldo Rossi e Massimo Cacciari e contemporaneamente presso il Teatro a l'Avogaria di Venezia diretto da Giovanni Poli.
Lavorò in teatro con registi quali Giorgio Strehler, Peter Stein, Klaus Gruber, Luca Ronconi, Robert Fortune, Luca Barbareschi, Antonio Calenda, Giancarlo Marinelli, Patrick Rossi Gastaldi e Rimas Tuminas. 
Al cinema fu diretto da Piero Schivazappa, Mel Gibson, Marlene Gorris, Diane Kurys, Peter Greenaway, Alessandro Rossetto, Ruggero Deodato, Giuseppe Piccioni, Enrico Oldoini, Pappi Corsicato e Florestano Vancini.
Collaborò anche con Wim Wenders, Pina Bausch e con Franco Fontana per la fotografia.
Negli ultimi anni di vita fu anche consigliere d'amministrazione del Nuovo IMAIE. 
Sartor è morto nella sua casa a Castelfranco Veneto, il 6 novembre 2024, all'età di 70 anni.

## Filmografia parziale

### Cinema
- La signora della notte, regia di Piero Schivazappa (1986)
- Aurelia, di Giorgio Molteni (1987)
- Il ventre dell'architetto (The Belly of an Architect), regia di Peter Greenaway (1987)
- Un delitto poco comune, regia di Ruggero Deodato (1988)
- L'Articolo 2, regia di Maurizio Zaccaro (1994)
- Il carniere, regia di Maurizio Zaccaro (1997)
- Nirvana, regia di Gabriele Salvatores (1997)
- Fuori dal mondo, regia di Giuseppe Piccioni (1999)
- La partita - La difesa di Lužin (The Luzhin Defence), regia di Marleen Gorris (2000)
- Chimera, regia di Pappi Corsicato (2001)
- Belgrado Sling, regia di Riccardo Donna (2001)
- Malabana (Malavana), regia di Guido Giansoldati (2002)
- La passione di Cristo (The Passion of the Christ), regia di Mel Gibson (2004)
- 13dici a tavola, regia di Enrico Oldoini (2004)
- The Fallen, regia di Ari Taub (2004)
- L'anniversaire, regia di Diane Kurys (2005)
- Mai + come prima, regia di Giacomo Campiotti (2005)
- E ridendo l'uccise, regia di Florestano Vancini (2005)
- Le candidat, regia di Niels Arestrup (2007)
- Le donne e il potere, regia di Angelo Longoni (2009)
- Last Letters from Monte Rosa, regia di Ari Taub (2010)
- The Italian Banker, regia di Alessandro Rossetto (2021)

### Televisione
- Colletti bianchi – serie TV (1988)
- Una questione privata, regia di Alberto Negrin – film TV (1991)
- Provincia segreta, regia di Francesco Massaro – miniserie TV (1998)
- Leo e Beo, regia di Rossella Izzo – miniserie TV (1998)
- Una donna per amico – serie TV (1998-1999)
- Lezioni di guai – serie TV (1999)
- Cristallo di rocca - Una storia di Natale, regia di Maurizio Zaccaro – film TV (1999)
- Jesus, regia di Roger Young – miniserie TV (1999)
- La crociera, regia di Enrico Oldoini – miniserie TV (2001)
- Incompreso, regia di Enrico Oldoini – miniserie TV (2002)
- Casa famiglia – serie TV (2003)
- Liberi di giocare, regia di Francesco Miccichè – miniserie TV (2007)
- Ovunque tu sia, regia di Ambrogio Lo Giudice – film TV (2009)
- Bakhita - La santa africana, regia di Giacomo Campiotti – miniserie TV (2008)
- L'amore non basta, regia di Tiziana Aristarco – miniserie TV (2008)
- Le segretarie del sesto, regia di Angelo Longoni – miniserie TV (2009)
- La ladra – serie TV (2010)
- Rossella – serie TV (2011-2013)
- Il generale dei briganti, regia di Paolo Poeti – miniserie TV (2012)
- Paura d'amare – serie TV (2013)
- Un passo dal cielo – serie TV, episodio 3x05 (2015)
- Che Dio ci aiuti – serie TV, episodio 4x03 e 4x14 (2017)
- Black Out - Vite sospese, regia di Riccardo Donna – serie TV (2023)

## Teatro
- La commedia della seduzione di Arthur Schnitzler, regia di Luca Ronconi
- Le baruffe chiozzotte di Carlo Goldoni, regia di Giorgio Strehler
- Splendid di J. Genet, regia di Klaus Gruber
- Voglia di tenerezza, dal romanzo di Larry McMurtry, adattato per le scene da Don Gordon
- Medea di Euripide, regia di Peter Stein
- Don Giovanni di Molière, regia di Alberto Di Stasio
- Der Park di Botho Strauss, regia di Peter Stein
- L'idea di ucciderti di Giancarlo Marinelli, regia dell'autore
- Una banca popolare di Romolo Bugaro, regia di Alessandro Rossetto
- Fedra di Racine, regia di Patrick Rossi Gastaldi
- Spettri di Ibsen, regia di Rimas Tuminas